# Ercole Minelli
Ercole Minelli (Bologna, 28 agosto 1906 – ...) è stato un calciatore italiano, di ruolo difensore.

## Caratteristiche tecniche
Giocò nel ruolo di terzino destro.

## Carriera
Esordì in Divisione Nazionale nella stagione 1926-1927 con il Brescia il 5 dicembre 1926 nella partita Casale-Brescia (3-0).
Successivamente giocò in Serie A con il Bologna ed in terza serie con la Pistoiese.

## Palmarès

### Club

#### Competizioni nazionali
- Campionato italiano: 1

Bologna: 1928-1929

#### Competizioni internazionali
- Coppa dell'Europa Centrale: 2

Bologna: 1932, 1934